# Anisodes monera
Anisodes monera là một loài bướm đêm trong họ Geometridae.